# The Chevron Championship
The Chevron Championship ist eines der fünf Major-Golf-Turniere für Damen auf der LPGA Tour. Diese Meisterschaft wurde im Jahre 1972 von Dinah Shore gegründet und ist seit 1983 als Major-Turnier eingestuft. Das Turnier wurde von 1972 bis 2022 in jedem Frühjahr in der Nähe von Shore's Haus in Rancho Mirage (in der Nähe von Palm Springs), Kalifornien im Mission Hills Country Club (33° 45′ 28,4″ N, 116° 25′ 32,4″ W) ausgetragen. Seit 2023 findet es im The Club at Carlton Woods in The Woodlands, Texas statt.
Mit einem Preisgeld von über 2 Millionen US-Dollar qualifiziert sich die Siegerin automatisch für die Stanford Financial Tour Championship, die zum Saisonende der PGA Tour veranstaltet wird.

## Frühere Turniernamen
Der Name des Turniers wurde im Laufe der Jahre mehrfach geändert:
- 1972–1981: Colgate Dinah Shore
- 1982–1999: Nabisco Dinah Shore
- 2000–2001: Nabisco Championship
- 2002–2014: Kraft Nabisco Championship (Benannt nach dem Sponsor Kraft Foods Group)
- 2015–2021: ANA Inspiration
- seit 2022: The Chevron Championship

Auch heute wird das Turnier manchmal noch Dinah Shore genannt, obwohl deren Name seit 2002 nicht mehr im offiziellen Turniernamen vorkommt.
Das Turnier ist seit 2015 nach dem Sponsor ANA (All Nippon Airways) benannt.

## Der Sprung in den See
Seit 1988 feiert die Siegerin ihren Sieg traditionell mit einem Sprung in den Weiher, der das 18. Grün umgibt. Der Weiher ist als der Champions Teich oder „Poppy's Pond“ bekannt, benannt nach Terry Wilcox, der seit 1994 Turnierdirektor ist und von seinen Enkeln „Poppy“ gerufen wird. Amy Alcott hatte mit dieser Tradition begonnen aber sie wurde nicht regelmäßig wiederholt, bis 1994 Donna Andrews den Sprung wiederholte, der seither zur jährlichen Tradition wurde.
Einer der denkwürdigsten Sprünge fand 1991 statt, als Amy Alcott zum dritten Mal gewonnen hatte und gemeinsam mit der Gastgeberin Dinah Shore sprang. Heute ist der „Sprung in den See“ „das Grüne Jacket“ der LPG.

## Beliebtheit bei Lesben
Das Turnier ist ein beliebtes Reiseziel für Lesben und zieht jedes Jahr Tausende Lesben als Zuschauer zum Golfevent und zum Rahmenprogramm an. Es wurde zum Frühlingsurlaub für Lesben.

## Bilder

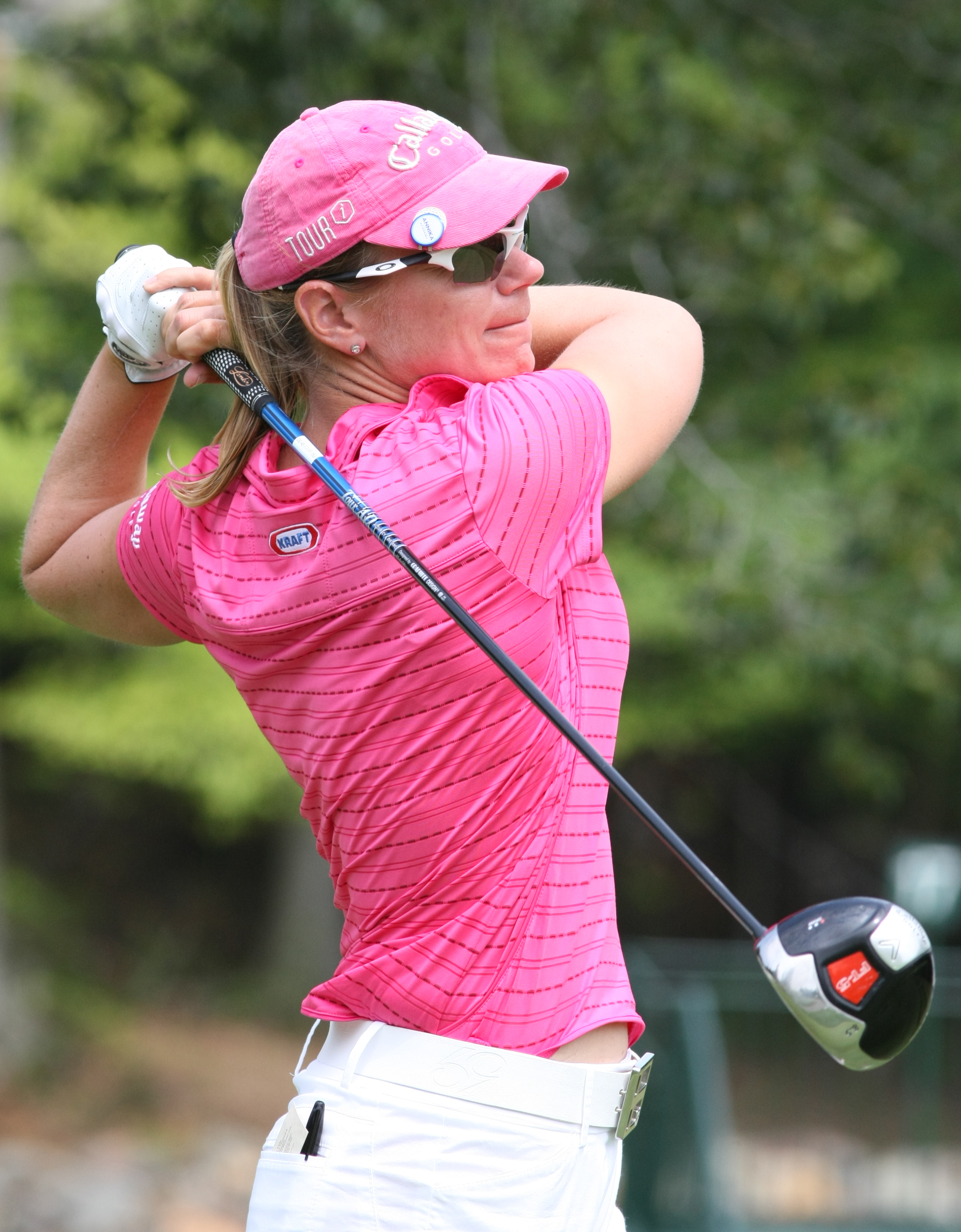
Annika Sorenstam, 3-malige Siegerin der Kraft Nabisco Championship
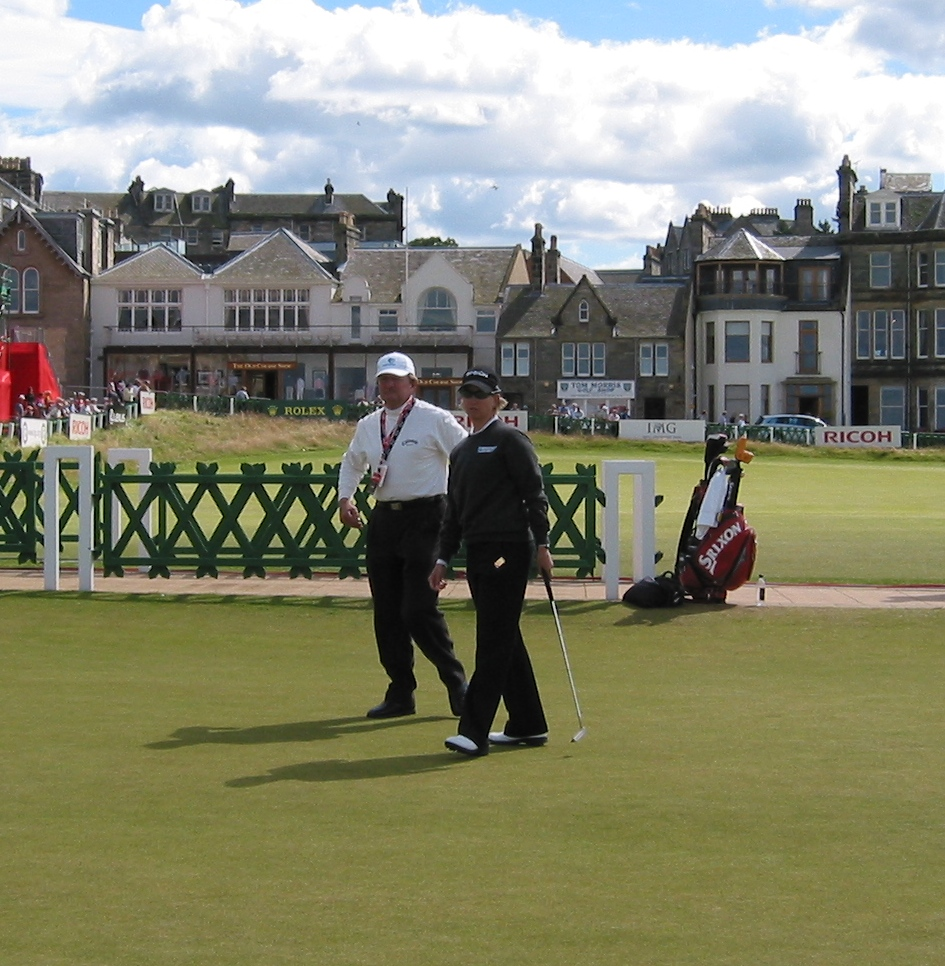
Karrie Webb, 2-malige Siegerin der Kraft Nabisco Championship

## Siegerinnen 1983 bis 2025
| Jahr | Siegerin                     | Nationalität       | Ergebnis    | Ergebnis  | Preisgeld   | Sieger- Preisgeld |
| ---- | ---------------------------- | ------------------ | ----------- | --------- | ----------- | ----------------- |
| 2025 | Mao Saigo                    | Japan              | 70-68-69-74 | 281 (−7)  | $ 8.000.000 | $ 1.200.000       |
| 2024 | Nelly Korda                  | Vereinigte Staaten | 68-69-69-69 | 275 (−13) | $ 7.900.000 | $ 1.200.000       |
| 2023 | Lilia Vu                     | Vereinigte Staaten | 68-69-73-68 | 274 (−10) | $ 5.100.000 | $ 765.000         |
| 2022 | Jennifer Kupcho              | Vereinigte Staaten | 66-74-64-74 | 274 (−14) | $ 5.000.000 | $ 750.000         |
| 2021 | Patty Tavatanakit            | Thailand           | 66-69-67-68 | 270 (−18) | $ 3.100.000 | $ 465.000         |
| 2020 | Mirim Lee                    | Südkorea           | 70-65-71-67 | 273 (−15) | $ 3.100.000 | $ 465.000         |
| 2019 | Ko Jin-young                 | Südkorea           | 69-71-68-70 | 278 (−10) | $ 3.000.000 | $ 450.000         |
| 2018 | Pernilla Lindberg            | Schweden           | 65-67-70-71 | 273 (−15) | $ 2.800.000 | $ 420.000         |
| 2017 | Ryu So-yeon                  | Südkorea           | 68-69-69-68 | 274 (−14) | $ 2.700.000 | $ 405.000         |
| 2016 | Lydia Ko                     | Südkorea           | 70-68-69-69 | 276 (−12) | $ 2.600.000 | $ 390.000         |
| 2015 | Brittany Lincicome           | Vereinigte Staaten | 72-68-70-69 | 279 (−9)  | $ 2.500.000 | $ 375.000         |
| 2014 | Lexi Thompson                | Vereinigte Staaten | 73-64-69-68 | 274 (−14) | $ 2.000.000 | $ 300.000         |
| 2013 | Park In-bee                  | Südkorea           | 70-67-67-69 | 273 (−15) | $ 2.000.000 | $ 300.000         |
| 2012 | Yoo Sun-young                | Südkorea           | 69-69-72-69 | 279 (−9)  | $ 2.000.000 | $ 300.000         |
| 2011 | Stacy Lewis                  | Vereinigte Staaten | 66-69-71-69 | 275 (−13) | $ 2.000.000 | $ 300.000         |
| 2010 | Yani Tseng                   | Taiwan             | 69-71-67-68 | 275 (−13) | $ 2.000.000 | $ 300.000         |
| 2009 | Brittany Lincicome           | Vereinigte Staaten | 66-74-70-69 | 279 (−9)  | $ 2.000.000 | $ 300.000         |
| 2008 | Lorena Ochoa                 | Mexiko             | 68-71-71-67 | 277 (−11) | $ 2.000.000 | $ 300.000         |
| 2007 | Morgan Pressel               | Vereinigte Staaten | 74-72-70-69 | 285 (−3)  | $ 2.000.000 | $ 300.000         |
| 2006 | Karrie Webb                  | Australien         | 70-68-76-65 | 279 (−9)  | $ 1.800.000 | $ 270.000         |
| 2005 | Annika Sörenstam             | Schweden           | 70-69-66-68 | 273 (−15) | $ 1.800.000 | $ 270.000         |
| 2004 | Grace Park                   | Südkorea           | 72-69-67-69 | 277 (−11) | $ 1.600.000 | $240,000          |
| 2003 | Patricia Meunier-Lebouc      | Frankreich         | 70-68-70-73 | 281 (−7)  | $ 1.600.000 | $ 240.000         |
| 2002 | Annika Sörenstam             | Schweden           | 70-71-71-68 | 280 (−8)  | $ 1.500.000 | $ 225.000         |
| 2001 | Annika Sörenstam             | Schweden           | 72-70-70-69 | 281 (−7)  | $ 1.500.000 | $ 225.000         |
| 2000 | Karrie Webb                  | Australien         | 67-70-67-70 | 274 (−14) | $ 1.250.000 | $ 187.500         |
| 1999 | Dottie Pepper/Dottie Mochrie | Vereinigte Staaten | 70-66-67-66 | 269 (−19) | $ 1.000.000 | $ 150.000         |
| 1998 | Pat Hurst                    | Vereinigte Staaten | 68-72-70-71 | 281 (−7)  | $ 1.000.000 | $ 150.000         |
| 1997 | Betsy King                   | Vereinigte Staaten | 71-67-67-71 | 276 (−12) | $ 900.000   | $ 135.000         |
| 1996 | Patty Sheehan                | Vereinigte Staaten | 71-72-67-71 | 281 (−7)  | $ 900.000   | $ 135.000         |
| 1995 | Nanci Bowen                  | Vereinigte Staaten | 69-75-71-70 | 285 (−3)  | $ 850.000   | $ 127.500         |
| 1994 | Donna Andrews                | Vereinigte Staaten | 70-69-67-70 | 276 (−12) | $ 700,000   | $ 105.000         |
| 1993 | Helen Alfredsson             | Schweden           | 69-71-72-72 | 284 (−4)  | $ 700,000   | $ 105.000         |
| 1992 | Dottie Mochrie               | Vereinigte Staaten | 69-71-70-69 | 279 (−9)  | $ 700.000   | $ 105.000         |
| 1991 | Amy Alcott                   | Vereinigte Staaten | 67-70-68-68 | 273 (−15) | $ 600.000   | $ 90.000          |
| 1990 | Betsy King                   | Vereinigte Staaten | 69-70-69-75 | 283 (−5)  | $ 500.000   | $ 90.000          |
| 1989 | Juli Inkster                 | Vereinigte Staaten | 66-69-73-71 | 279 (−9)  | $ 500.000   | $ 80.000          |
| 1988 | Amy Alcott                   | Vereinigte Staaten | 71-66-66-71 | 274 (−14) | $ 500.000   | $ 80.000          |
| 1987 | Betsy King                   | Vereinigte Staaten | 68-75-72-68 | 283 (−5)  | $ 500.000   | $ 80.000          |
| 1986 | Pat Bradley                  | Vereinigte Staaten | 68-72-69-71 | 280 (−8)  | $ 430.000   | $ 75.000          |
| 1985 | Alice Miller                 | Vereinigte Staaten | 70-68-70-67 | 275 (−13) | $ 400.000   | $ 55.000          |
| 1984 | Juli Inkster                 | Vereinigte Staaten | 70-73-69-68 | 280 (−8)  | $ 400.000   | $ 55.000          |
| 1983 | Amy Alcott                   | Vereinigte Staaten | 70-70-70-72 | 282 (−6)  | $ 400.000   | $ 55.000          |

## Siegerinnen vor der Einstufung als Major-Turnier
| Jahr | Siegerin        | Nationalität       | Ergebnis    | Ergebnis  | Preisgeld | Sieger- Preisgeld |
| ---- | --------------- | ------------------ | ----------- | --------- | --------- | ----------------- |
| 1982 | Sally Little    | Südafrika          | 76-67-71-64 | 278 (−10) | $ 300.000 | $ 45.000          |
| 1981 | Nancy Lopez     | Vereinigte Staaten | 71-73-69-64 | 277 (−11) | $ 250.000 | $ 37.500          |
| 1980 | Donna Caponi    | Vereinigte Staaten | 71-67-66-71 | 275 (−13) | $ 250.000 | $ 37.500          |
| 1979 | Sandra Post     | Kanada             | 68-70-68-70 | 276 (−12) | $ 250.000 | $ 37.500          |
| 1978 | Sandra Post     | Kanada             | 65-75-72-72 | 283 (−5)  | $ 240.000 | $ 36.000          |
| 1977 | Kathy Whitworth | Vereinigte Staaten | 76-70-72-71 | 289 (+1)  | $ 240.000 | $ 36.000          |
| 1976 | Judy Rankin     | Vereinigte Staaten | 74-72-71-68 | 285 (−3)  | $ 185.000 | $ 32.000          |
| 1975 | Sandra Palmer   | Vereinigte Staaten | 70-70-70-73 | 283 (−5)  | $ 180.000 | $ 32.000          |
| 1974 | Jo Ann Prentice | Vereinigte Staaten | 71-71-74-73 | 289 (+1)  | $ 179.000 | $ 32.000          |
| 1973 | Mickey Wright   | Vereinigte Staaten | 71-74-71-68 | 284 (−4)  | $ 135.000 | $ 25.000          |
| 1972 | Jane Blalock    | Vereinigte Staaten | 71-70-72    | 213 (−3)  | $ 110.000 | $ 20.050          |

## Mehrfach-Sieger
- 3 Siege: Amy Alcott (1983, 1988, 1991), Betsy King (1987, 1990, 1997), Annika Sörenstam (2001, 2002, 2005)
- 2 Siege: Sandra Post (1978, 1979), Juli Inkster (1984, 1989), Dottie Pepper/Dottie Mochrie (1992, 1999), Karrie Webb (2000, 2006), Brittany Lincicome (2009, 2015)